# Cornelia agraria
Cornelia agraria va ser el nom d'una llei de l'antiga Roma, que va establir el dictador Luci Corneli Sul·la.
Aquesta llei determinava la privació de la ciutadania de molts habitants d'Etrúria i Latium, especialment a Volaterrae i Faesulae. Van conservar únicament el dret de comercium, i bona part de les seves terres van ser expropiades per l'estat i donades als colons militars veterans de l'exèrcit de Sul·la. També es declaraven Ager publicus, de domini públic, les terres dels proscrits, que igualment van ser entregades als veterans.